# 성인 발달
성인 발달(adult development)은 청소년기 말부터 삶의 마지막까지의 인간의 삶에 있어 생물학적 심리학적 영역에서 발생하는 변화를 포함한다. 변화는 세포 수준에서 발생하고, 부분적으로는 성인 발달과 노화(aging)의 생물학적 이론으로 설명되기도 한다. 생물학적 변화는 대인관계/사교성 발달 변화에 영향을 주며, 이러한 변화는 인간 발달의 단계 이론(stage theory)으로 서명되기도 한다. 흔히 단계 이론은 각 단계에서 달성해야 하는 "나이에 적합한(age-appropriate)" 발달 과업에 주목한다. 에릭 에릭슨(Erik Erikson)과 칼 융(Carl Jung)이 제시한 단계 이론은 평생을 아우르는 인간 발달(human development)에 관한 것이고, 만년의 삶에 있어 긍정적인 변화에 대한 잠재력을 강조한다.
성인기라는 개념은 법적 사회문화적 정의가 있다. 성인의 법적 정의는 완벽하게 성장하거나 발달한 사람을 말한다. 이는 성인연령(age of majority)을 말하며, 대부분의 문화권에서는 18세이지만, 15세부터 21세까지인 곳도 있다. 성인이라고 인지하는 연령은 흔히 20세 혹은 21세이다. 중년은 약 40세에 시작하며, 약 60세부터는 노년에 해당한다. 성인이 된다는 사회문화적 정의는 한 문화권이 그 안애서 요구하는 성인 기준이라는 것에 기반한다. 따라서 이러한 기준은 그 문화숸 내에서의 개인의 삶에 영향을 준다. 이는 성인에 관한 법적 정의와 일치할 수도 일치하지 않을 수도 있다.
만년의 성인 발달에 대한 최근의 관점은 성공적인 노화에 주목하여, "질병 발병과 질병 관련 장애의 가능성이 낮고, 인지적 신체적 기능 능력이 높으며, 삶을 향유하는 것이 활발한 것(...low probability of disease and disease-related disability, high cognitive and physical functional capacity, and active engagement with life)"으로 정의된다.
생물의학적 이론은 신체 건강을 잘 돌봐 성공적으로 노화하고 기능 상실을 최소화하는 반면, 심리사회적 이론 에서는 긍정적인 태도나 이웃, 가독, 친구로부터의 사회적 지지와 같은 사회적 인지적 자원을 활용하는 것이 성공적으로 노화하는 열쇠라고 정의한다. 잔 루이즈 칼망(Jeanne Louise Calment)은 성공적인 노화 사례로 122세에 사망한 최장수 노인 여성을 들었다. 그녀의 장수 비결은 유전자(부모 모두 80대까지 살았음), 활동적인 삶의 유형, 낙관적인 태도였다. 그녀는 취미와 신체 활동이 많았으며, 웃음이 장수 비결이라고 생각했다. 그녀는 음식에 올리브유를 뿌려 먹었고 피부에도 발랐다. 이 역시 그녀가 장수하면서 젊은이 같은 모습을 하게 된 비결이라고 생각하였다.

## 현대 이론과 고전 이론
성인 발달은 심리학에서 최신 연구 영역이다. 이전에는 발달이 청소년기 말에 멈춘다고 가정되었다. 추후 연구를 통해 청소년기 이후와 성인기 말까지 발달은 계속된다는 것으로 결론지어졌다. 이 새 연구 분야는 노령화된 "베이비부머(baby boomer)" 세대의 영향을 받았다. 1940년 65세 이상 미국 인구는 9백만 명이었다. 그러던 것이 정확히 60년만에 3,500만 명으로 늘었다. 이 인구 증가와 수명 연장은 성인기 내내 보이는 발달 현상에 불을 비췄다. 성인기의 변화는 성인 발달 연구에 대한 틀로서 작용하는 일부 이론 및 메타이론을 통하여 정의된다. 그 중 한 명은 아동기 단계를 지나 사망까지 발달이 지속된다는 개념을 소개한 에릭 에릭슨(Erik Erikson)이다.

### 평생 발달 이론
평생 발달(life span development)은 탄생에서부터 인간의 삶 전체 시기까지 발생하는 노화 관련 경험으로 정의할 수 있다. 이 이론은 인생 전체에서 잃는 것(losses)에 비하여 얻는 것(gains)의 상대적 비율이 세월이 흐르면서 점점 사라지는 것으로 설명되는, 발달상에서 발생한 덧셈과 뺄셈의 평생 축적이라는 것을 고안하였다. 이론에 의하면, 평생 발달은 긍정(positive), 부정(negative), 안정(stable)이라는 궤도가 있고, 생물학적(biological), 심리학적(psychological), 사회적(social), 문화적(cultural) 원인이 있다. 개인간 변화 차이는 이 이론만의 특징이다. 즉 모든 사람이 같은 비중으로 같은 방식으로 발달하고 나이드는 것은 아니라는 것이다.

#### 브론펜브레너의 생태학적 이론
유리 브론펜브레너(Urie Bronfenbrenner)의 생태학적 이론(ecological theory)은 5가지 환경 체계(environmental system)이 주목하는 환경 체계이론이자 사회 생태적 모델(social ecological model)이다.
- 미시체계(Microsystem) : 개인이 즉각 접할 수있는 환경이다. 개인에에 가장 가까운 관계와 상호작용을 포함하기에 매우 유의미하고 직접적인 영향을 갖는다. 미시체계 구조는 가족, 학교, 동료, 직장 환경이 포함된다.
- 중간체계(Mesosystem) : 개인의 미시체계 구조 간의 연결과 상호작용을 묘사한다. 예를 들어, 개인의 가족과 사회간 관계를 통하여 드러낼 수 있다.
- 외체계(Exosystem) : 개인이 직접 상호작용하지 않으며 직접 영향 받지도 않는 구조를 포함한다. 오히려 이 구조들은 미시체계 중 하나를 통하여 개인에게 영향을 간접적으로 준다. 아동의 경우, 외체계는 법률 서비스, 부모의 직업, 교육 위원회 등일 것이다. 이러한 것들은 직접 아동에게 영향을 주지 않지만, 부모나 가족 등 아동에게 직접 영향을 주는 미시체계 일부에 영향을 줄 것이다.
- 거시체계(Macrosystem) : 개인 환경의 가장 바깥층에 있는 층이라 할 수 있다. 사람이 살고 있고 영향을 받는 문화와 사회를 포함한다. 문화나 사회가 영향을 주는 가치, 신념, 법률, 관습도 해당한다. 궁극적으로 거시체계는 다른 체계 안에 있는 구조들과 이들 구조간 상호작용에 영향을 끼친다.
- 연대체계(Chronosystem) : 평생 발생하는 변화를 포함한다. 사춘기나 가족의 죽음과 같은 개인적 사건은 물론 전쟁이나 기술적 진보와 같은 사회적 사건을 포함한다.[16][17]

#### 제프리 아넷의 발현성인기 이론
발현성인기(Emerging Adulthood) 이론은 2000년대 초기 제프리 아넷(Jeffery Arnett)이 개발하였다. 이론은 청소년기에서 성인기로 전이하는 동안 경험하는 변화들을 다룬다. 18세에서 29세 사이에 해당하는 시기이다. 발현성인기는 "성인"이라는 표식을 뒤로 미루는 높은 대학 입학률과 기타 사회적 경제적 문화적 변화로 인하여 새롭고 발달할 수 있다는 것을 전제로 한다..
발현성이기의 주요 특성은 5가지이다. 1995년, 이 주제를 검토하고자, 아넷은 300명의 18-29세 청년들과 인생에서 바라는 것에 관한 주제로 인터뷰를 하였다. 이때문에 아넷은 5가지 성격을 고안하게 되었다.
1. 정체성 탐색 시기(The Age Of Identity Exploration)
2. 불안정 시기(The Age of Instability)
3. 자기 초점 시기(The Age of Self Focus)
4. 중간에서 느끼는 시기(The Age of Feeling in Between)
5. 가능성 시기(The Age of Possibilities)

정체성 탐색 시기는 이 단계 사란들 대부분이 인생에서 가장 원하는 것과 가치가 무엇인지를 찾으려 하는 시기로서, 아넷이 청년의 삶에서 가장 우세하다고 말하였다. 불안정 시기는 모든 것이 자주 바뀌며 극적으로 변화하는 것들 중 일부는 애정 생활과 학업 상태가 되는 인생 영역으로 나온다. 자기 자신이 누구인지, 어떤 사람이 되고 싶은지, 경력은 어떻게 될지를 구축하지 못한다. 많은 이들은 부정적인 관점으로 보지만 자신의 미래에 관한 기반을 획득할 수 있다. 자기 초점 시기는 자신이 누구인지 무엇이 되고 싶은지를 결정하는 시기이다. 개인은 열심히 일하고 유의미한 개인적 성장을 보기 시작하며 보가 독립적이고 자기동기부여적(self motivated)이 될 것이다. 중간에서 느끼는 시기는 스스로 혼자 모든 것을 못하지만 부모의 규율 아래에서 벗어나기 시작한다. 가능성 시기는 발형성인 대부분이 다른 미래를 가지고 있고, 삶이 제공할 여러 기회들에 대한 낙관적 관점을 지니고 있다. 또한 이 단계에서는 다신들이 부모들이 살았던 것보다 더 나은 삶을 가질 기회가 있다는 믿음이 있다. 미국 18-25세 성인 일부는 자신이 성인인지에 대한 물음을 받았을 때 '예' 혹은 '아니오'라는 대답을 명확하게 내릴 수 없지만, "예, 성인이라는 면이 있지만 성인이 아니라는 면도 아직 있다(yes, they have aspects of being an adult but they also have aspects of not being an adult yet)"라는 대답을 줄 가능성이 있다. 전반적으로, 많은 발현성인 이론이 있지만 그것의 정통성에 관한 비판도 있다. 일부는 이론이 다른 부문을 무시하고 있고 그것이 결점이라는 것이다. 이론에 대하여 언급된 다른 것들 중 일부는 너무 많이 우리의 시기(time period)로 진로를 잡아왔고, 주요 결점으로 간주될 수 있으며, 서구 문화에 너무 집중되어 있다는 것이다.

### 에릭 에릭슨의 심리사회발달 이론

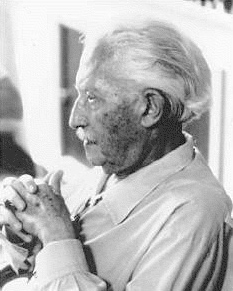
사회심리 발달 이론가 에릭 에릭슨(Erik Erikson)

에릭 에릭슨(Erik Erikson)은 아동기, 청소년기, 성인기로 이어지는 자아 발달 단계(stages of ego development)를 개발하였다. 에릭슨은 심리분석을 훈련하고 프로이트의 영향을 크게 받았지만, 프로이트와 달리 에릭슨은 사회적 상호작용은 개인의 사회심리적 발달(psychosocial development)에 매우 중요하다고 보았다. 그의 단계 이론은 탄생부터 노년기까지 8단계로 구성되며, 각 단계는 특정한 발달 과업을 특성으로 한다. 각 단계에는 하나의 발달 과업이 지배하지만, 또한 그 과업은 더 큰 단계로 이송되기도 한다. 에릭슨에 의하명, 사람은 다음 발달 단계로 건너갈 때에는 긴장을 경험할 수 있으며, 각 단계에서 평형점(equilibrium)을 구축하려 한다. 이 긴장은 "위기(crisis)"라고도 불린다. 이는 개인이 처하고 있는 어떤 단계든 상관 없이 모든 단계에 관련되는 자신의 내면 세계와 외부 세계 간의 대립을 경험하는 사회심리적 갈등(psycho-social conflict)이다. 과업마다 평형점을 찾지 못하면, 부적응(maladaptation)(비정상적 양성)과 악성(malignancy)(비정상적 음성)이라는 부정적인 결과가 나타날 수 있는데, 이중 악성이 더 나쁘다. 이는 평생을 통하여 생물학적 심리적 사회적 요소가 영향을 끼칠 인간 개인 발달에서의 8가지 연속 단계를 상정한다. 이런 생물-사회심리학적(bio-psychosocial) 접근법은 노인병학(gerontology), 성격 발달(personality development), 정체성 형성(identity formation), 생애 주기 발달(life cycle development) 등의 연구 분야에 영향을 주었다. 
- 단계1(Stage 1) – 신뢰 대 불신(Trust vs. Mistrust) (0-1.5세)

신뢰 대 불신은 생애 첫 해에 경험된다. 영아의 신뢰는 아이가 주변 세계에 대하여 안정감을 느끼게 한다. 영아는 완전히 의존적이기 때문에 이들은 양육자의 의존가능성과 질에 기반하여 신뢰를 구축한다. 아이가 신뢰를 성공적으로 개발하면 안전과 안정감을 느낀다.
- - 부적응 – 감각 왜곡(sensory distortion) : 비현실적, 응석부림, 망상
  - 악성 – 철수(withdrawal) : 신경 과민, 우울, 두려움

- 단계2(Stage 2) – 자율 대 수치 및 의심(Autonomy vs. Shame and Doubt) (1.5-3세)

양육자에 대한 신뢰 획득 이후, 영아는 자신의 행동에 대한 책임을 지는 법을 배우게 된다. 영아는 판단을 내리고 그 결정으로 가기 시작한다. 유아가 너무 심하게  혹은 너무 자주 혼나면, 수치심과 자기의심(self-doubt)을 경험할 가능성이 높다.
- - 부적응 – 충동성(impulsivity) : 무모한, 배려심 없는, 경솔한
  - 양성 – 강박(compulsion) : 소심한, 강요된, 자기제한적(self-limiting)

- 단계3(Stage 3) – 주도 대 죄책감(Initiative vs. Guilt) (3-6세)

취학전 시기에 아동은 놀이와 기타 사회적 상호작용을 통한 힘과 세상에 대한 통제를 사용하기 시작한다. 성공적으로 이 단계를 넘어간 아동은 유능감을 느끼고 타인을 리드할 줄 알지만, 그렇지 못한 아동은 죄책감, 자기의심, 주도성 결여를 겪는다.
- - 부적응 – 무자비(ruthlessness) : 착취적, 배려심 없음, 무감정의(dispassionate)
  - 악성 – 억제(inhibition) : 위험 회피적(risk-averse), 모험 회피적(unadventurous)

- 단계4(Stage 4) – 근면 대 열등(Industry vs. Inferiority) (6세-사춘기)

아동이 타인과 상호작용을 하면, 이들은 자신의 능력과 성취에 자부심을 느낀다. 부모, 선생, 또래가 아동에게 필요한 부분을 지시하기도 하고 잘한 부분을 독려하기도 하면, 이들은 자신의 스킬에 자신감을 느낀다. 이 단계를 성공적으로 완수하면, 자기 앞의 과업 세트를 다룰 능력에 강한 믿음을 갖게 된다.
- - 부적응 – 좁은 기교(narrow virtuosity) : 일중독, 강박, 스페셜리스트
  - 악성 – 타성(inertia) : 게으른, 냉담한, 목적 의식 없음

- 단계5(Stage 5) – 정체성 대 역할 혼란(Identity vs. Role Confusion) (청소년기)

청소년기에는 자신이 누구인지를 알아가기 시작한다. 자신의 독립성을 탐색하고 자아감(sense of self)을 발전시킨다. 이 단계를 완수하면, 사회의 기준과 기대를 가지고 살아가는데 유용하다고 에릭슨이 말한 능력인 신의(fidelity)를 획득한다.
- - 부적응 – 광신(fanaticism) : 자만심 가득한(self-important), 극단주의
  - 악성 – 거부(repudiation) : 사회적 연결이 해제된, 차단된

- 단계6(Stage 6) – 친밀 대 고립(Intimacy vs. Isolation) (성인기 초기)

성인기 초기에는 친밀한 관계를 경험하기 시작한다. 이 관계에서는 사적으로 타인과 관계를 맺고 연결되는 것에 전념하거나, 전념(commitment)이나 취약성(vulnerability)에 대하여 두려움을 느끼며 고립으로 후퇴한다. 타인과 친밀해지는 것은 항상 성적 요소가 있다는 것은 아니다. 플라토닉한 관계에서 친밀감(closeness)은 자기노출(self-disclosure)의 형태를 취할 것이다. 이 단계에 이른 후, 사람은 타인과 강하고 지속적인 관계를 구축하는 필요한 것들을 갖출 것이다. 심리학자 로버트 스턴버그(Robert Sternberg)의 "사랑의 삼각이론(Triangular Theory of Love)"에 의하면, 친구같은 사랑(companionate love)은 깊은 애정(deep affection), 신뢰, 전념(commitment)으로 구성되며, 시간이 지나며 발전하고, 장기적 파트너십에서 두드러진다. 반대로, 격렬한 사랑(passionate love)은 강렬한 느낌(intense feeling), 신체적 매력(physical attraction), 흥분(excitement)을 특성으로 하며, 항상 관계 초기에 나타난다. 두 유형의 사랑은 한 관계에서 공존할 수 있는 별개의 유형으로 간주된다.
- - 부적응 – 성적 문란(promiscuity) : 성적으로 굶주린, 상처받기 쉬운
  - 악성 – 배타성(exclusivity) : 고독하기를 좋아하는 사람, 쌀쌀맞은, 자기고립(self-contained)

- 단계7(Stage 7) – 생식성 대 침체(Generativity vs. Stagnation) (성인기 중반)

이 단계는 항상 개인이 경력을 쌓고 가족을 이룰 때 시작된다. 이 단계에서는 다음 세대의 성공을 보장하기 위하여 경력, 가족, 지역사회에 유의미하게 공헌하거나, 혹은 침체되어 "중년의 위기(mid-life crisis)"라고 불리는 안녕에 대한 위협을 가하게 된다. 자신에게 성공적으로 성장을 이뤘다고 느끼면, 성공과 세상에 대한 공헌에 만족을 느낄 것이다.
- - 부적응 – 과대확장(overextension) : 선한 척 하는 사람(do-gooder), 참견하기 좋아하는(busy-body), 간섭(meddling)
  - 악성 – 거절성(rejectivity) : 관심없는, 시니컬

- Stage 8 – 통합 대 절망(Integrity vs. Despair) (성인기 후기)

이 단계는 노인이 은퇴한 상황이며 삶의 마지막을 준비할 때 발생한다. 자신의 삶을 반성하고, 의미와 평화를 찾았다는 결론에 이르거나 삶이 제대로 충족되지 못하였고 원하는 걸 이루지 못했다는 결론에 이르기도 한다. 전자는 자신이 되어버린 사람을 자기수용(self-accepting)하는 것이지만, 후자는 자기 자신이나 삶의 환경을 수용하지 않은 것으로 이는 절망으로 이어진다.
- - 부적응 – 뻔뻔함(presumption) : 자만하는(conceited), 젠체하는(pompous), 오만한
  - 악성 – 경멸(disdain) : 비참한, 충족되지 않은, 질책하는